# Jaskinia Eurypidesa
Jaskinia Eurypidesa – długa (ok. 47 m) i wąska jaskinia z dziesięcioma niewielkimi komorami znajdująca się niedaleko  w południowo-wschodniej części Salaminy, wskazywana przez tradycję jako miejsce zamieszkania Eurypidesa, greckiego dramaturga żyjącego w V w. p.n.e. Jaskinia jest położona na zboczu góry w pobliżu miejscowości Peristeria ponad wodami Zatoki Sarońskiej.

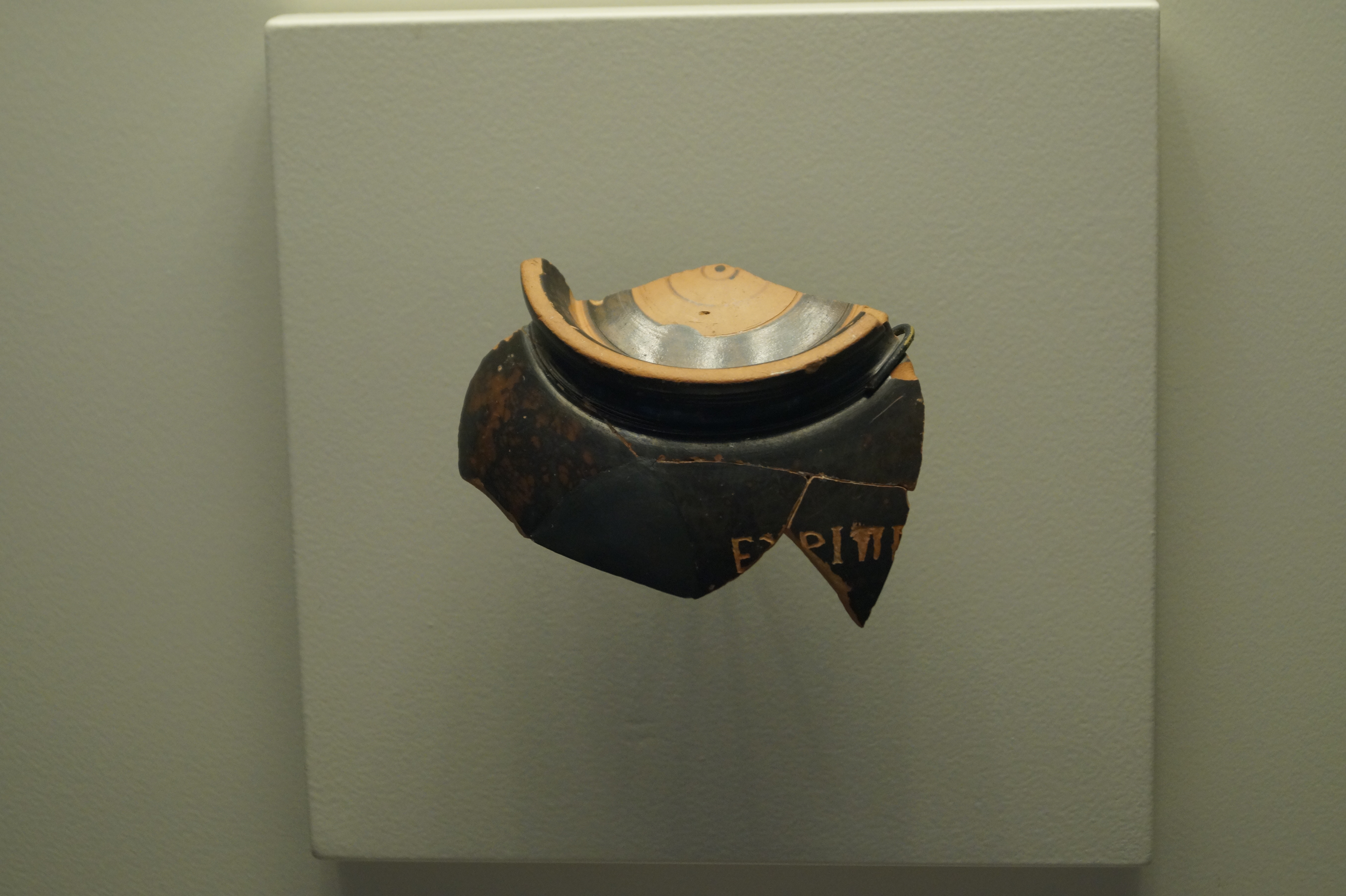
Fragment pucharu z widocznym napisem ΕΥΡΙΠΠ

Filochoros i Satyros z Kallatydy (Satyros Perypatetyk) wspominają, że Eurypides unikał ludzi, mieszkając w jaskini. Aulus Gellius w swoich Nocach attyckich wspomina o odwiedzeniu jaskini, w której Eurypides pisał tragedie (Noctes atticae XV, 20). 
Rozpoczęte w 1994 badania zakończyły się pięćdziesięciodniowymi wykopaliskami przeprowadzonymi w 1997. Dwudziestoosobowy zespół, któremu przewodził Yannos G. Lolos, profesor archeologii prehistorycznej na uniwersytecie w Janinie, we współpracy z Wydziałem Paleoantropologii greckiego Ministerstwa Kultury odkrył szereg artefaktów, które pozwoliły na stwierdzenie, że miejsce to było zasiedlone już w czasach neolitycznych. W okresie mykeńskim było używane jako cmentarz, a w czasach rzymskich jako sanktuarium. 
Szczególnie interesującym znaleziskiem okazał się gliniany kubek (σκύφος) pokryty czarnym szkliwem datowany na 440-430 r. p.n.e. Znajduje się na nim sześcioliterowy napis ΕΥΡΙΠΠ – początek imienia Eurypidesa. Napis został naniesiony później, prawdopodobnie w II w. p.n.e.
W pobliżu jaskini znajdują się ruiny starożytnej świątyni Dionizosa. 